# Roy Black (Album)
Roy Black ist das erste Musikalbum des gleichnamigen deutschen Schlagersängers Roy Black. Unter den insgesamt 14 Titeln, von denen letztlich sechs auf Singles erschienen, befanden sich drei seiner bisherigen Hits sowie 11 Neuveröffentlichungen. Produzent und Dirigent bei allen Aufnahmen war Hans Bertram, der auch unter dem Pseudonym Axel Weingarten arbeitete. Das Album kam im Sommer 1966 als Langspielplatte auf dem Label Polydor (Bestellnummer: 249 057) auf den bundesdeutschen Markt. 2001 wurde es auf dem gleichen Label erstmals als CD wiederveröffentlicht.

## Entstehungsgeschichte

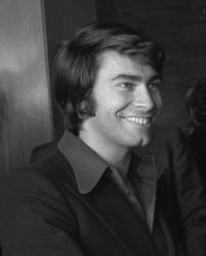
Roy Black, 1970

Label der bereits 1965 veröffentlichten Single Ganz in Weiß

Roy Black galt nach seinem Durchbruch mit dem Titel Du bist nicht allein und dem Nummer-eins-Hit Ganz in Weiß (beide 1965) als einer der erfolgreichsten Nachwuchsstars der Plattenfirma Polydor. Diese hatte Mitte der 1960er Jahre aufgrund der Beat-Welle mit einem schrumpfenden Marktanteil heimischer Musikproduktionen zu kämpfen. Nachdem Roy Black mit dem Titel Irgendjemand liebt auch dich bei den Deutschen Schlager-Festspielen 1966 auf dem dritten Platz landete, wollte die ursprünglich eher abwartende Polydor schließlich ein Musikalbum des Sängers produzieren. Unter den insgesamt 14 Songs, die Produzent Hans Bertram für dieses LP-Projekt auswählte, befanden sich drei Titel, die bereits auf Singles erschienen waren: Du bist nicht allein, Ganz in Weiß und Leg dein Herz in meine Hände.
Die 11 Erstveröffentlichungen des Albums sollten auch die Vielseitigkeit des Jungstars unter Beweis stellen. So konnte man Roy Black mit einer deutschsprachigen Coverversion der durch Louis Armstrong bekannt gewordenen Musical-Melodie Hello, Dolly! sowie mit zwei englischsprachigen Aufnahmen aus dem Repertoire von Elvis Presley und Trini Lopez hören. Der Titel Frag nur dein Herz basiert auf dem brasilianischen Folksong Meu limão, meu limoeiro, der im englischen Sprachraum als Lemon Tree unter anderem in der Fassung von Trini Lopez bekannt wurde. Die restlichen Titel stammten überwiegend aus der Feder von Roy Blacks Hauskomponisten Rolf Arland und Werner Twardy. Die meisten Liedtexte schrieben Lilibert und Kurt Hertha. Die Aufnahmen der 11 neuen Tracks fanden 30. Juni und am 9. Juli 1966 im Polydor-Studio in Köln-Höhenberg statt.
Das Schallplattencover zeigt ein Ganzkörperportrait des salopp gekleideten Künstlers und seine Unterschrift vor einem roten Hintergrund. Durch die schlichte Gestaltung wirkte es für damalige Verhältnisse erstaunlich innovativ. Das gleiche Motiv verwendete man schließlich für das Cover der Single-Auskopplung Frag nur dein Herz (A-Seite: Good Night My Love; Polydor 52 728), die sich 29 Wochen in den deutschen Single-Charts halten konnte. Ähnlich, nur mit blauem Hintergrund, war auch das Cover der im gleichen Jahr erschienenen LP Wencke Myhre gestaltet. Auf der Rückseite der Plattenhülle befanden sich neben einigen Fotos des dunkelhaarigen Frauenschwarms die Titelliste und ein umfangreicher Werbetext, in dem Roy Black als „junger Mann unserer Zeit“ bezeichnet wurde. Außerdem „kommt er bei den jungen Mädchen an und mit älteren Damen kommt er aus.“ Ansonsten wies man auf seine Bescheidenheit und seinen natürlichen Charme hin. Kommerziell gesehen war das Album, das auf Platz 2 der deutschen LP-Hitparade notiert wurde, äußerst erfolgreich. Es legte den Grundstein dafür, dass sich der Sänger im Lauf seiner Karriere auch als Album-Künstler etablieren konnte. Bei der 1967 erschienenen Auskopplung Rot ist dein Mund / Hallo Dolly handelte es sich um eine kostenlose Werbe-Single des ARAG-Konzerns (Polydor 005 408).

## Titelliste
1. Verliebt sein – 2:35 (Musik: Werner Twardy / Text: Lilibert)
2. Hallo Dolly (deutsch) – 2:34 (Original: Louis Armstrong; Musik und Text: Jerry Herman / dt. Text: Lilibert)
3. Rot ist dein Mund – 2:39 (Musik: Willibald Quanz / Text: Axel Weingarten)
4. Du hast mich heut’ noch nicht geküßt – 2:45 (Musik: Rolf Arland / Text: Kurt Hertha)
5. Ich kann warten – 2:53 (Musik: Rolf Arland / Text: Joachim Relin)
6. Verzeih mir – 3:29 (Musik: Rolf Arland / Text: Kurt Hertha)
7. Pretty Eyes (englisch) – 2:50 (Original: Trini Lopez; Musik: Teddy Randazzo / Text: Robert Weinstein)
8. Frag nur dein Herz – 2:47 (Musik: Daddy Monrou / Text: Lilibert)
9. Du bist nicht allein – 2:25 (Musik: Rolf Arland / Text: Kurt Hertha)
10. Eine wird kommen – 2:48 (Musik: Werner Twardy / Text: Lilibert)
11. Anything That's Part of You (englisch) – 2:08 (Original: Elvis Presley; Musik und Text: Don Robertson)
12. Leg dein Herz in meine Hände – 2:46 (Musik: Rolf Arland und Daddy Monrou / Text: Lilibert)
13. Ganz in Weiß – 3:01 (Musik: Rolf Arland / Text: Kurt Hertha)
14. Wenn die Abendsterne – 2:37 (Musik und Text: Buday)

## Chartplatzierungen
| ChartsChartplatzierungen | Höchstplatzierung | Monate |
| ------------------------ | ----------------- | ------ |
| Deutschland (GfK)        | 2 (13 Mt.)        | 13     |